# 中国共产党简史 (2021年版)
《中国共产党简史》是经中共中央批准，由中共中央宣传部组织，中央党史和文献研究院等单位编写的用以配合党史学习教育的党史学习教材，2021年2月由人民出版社、中共党史出版社联合出版。7月，其英文版在英国出版。2001年、2010年曾出版同名书籍。

## 内容
全书十章七十节，约28万字，叙述百年中国共产党历史，其中中共十一届三中全会至中共十七大33年的历史占全书30％的篇幅，习近平2012年出任中共中央总书记后近十年占比27.5％，重點突出了中共十八大以後的黨史。
该书与往年出版的党史教材相比，簡化了文化大革命的歷史，納入第6章第3節的「社會主義建設在曲折中發展」，並增加文革期間國防、外交、經濟等成就。過往黨史教材，如1991和2002年出版的《中國共產黨七十年》及《中國共產黨歷史》，則為獨立成章及標出「文化大革命」「十年內亂」。而該書仍維持对文化大革命的歷史决议。
再者，相比2001年版的《中國共產黨簡史》，淡化了毛泽东的错误。2001年版指「黨內個人專斷和個人崇拜現象逐漸滋長」，「毛澤東（對文革）負有主要的責任」。該書則指「毛澤東不斷觀察和思考新興的社會主義社會現實生活中的問題，極為關注艱難締造的黨和人民政權的鞏固，高度警惕資本主義復辟的危險，為消除黨和政府中的腐敗和特權、官僚主義等現象，進行不斷探索和不懈鬥爭。但是由於對社會主義社會的建設發展規律認識不清楚，由於左的錯誤在理論和實踐上的積累發展，很多關於社會主義建設的正確思想沒有得到貫徹落實，最終釀成了內亂。」

## 反响
新华社称，《中国共产党简史》忠实记录了中共百年光辉历程，充分反映了中共的历史功绩，阐释中共为什么“能”的道理，系统总结了中共不断从胜利走向胜利的宝贵经验，彰显了中共的伟大精神。
英国剑桥大学中国近现代史专家方德万表示，该书文革部分删去「党内个人专断和个人崇拜现象逐渐滋长」、「毛泽东负有主要责任」等语，大跃进部分没有提及因此导致的「三年自然灾害」。他认为「控制历史叙述是中国共产党对自己进行合法化的重要一种方式」。
台湾中央通讯社报道称“习近平担任总书记8年多以来的篇幅，却占全书达1/4，引起外界侧目。”
德国科隆大学东亚研究所教授文浩评论说：该书核心信息是中共百年来尽管有错误，但始终能够振作，领导中国，“书中强调一种一贯的持续性：从1921年成立到今天在习近平领导下实现‘中国梦’的努力。”
加州州立大学洛杉矶分校教授、文革研究者宋永毅发表文章认为该书“是为文革翻案”。
台灣大陸委員會副主委兼發言人邱垂正稱，該書基本上是一部「官定意識形態的歷史」，跟中共過去對台政策主張立場一貫。